# Saint-Merd-de-Lapleau
Saint-Merd-de-Lapleau é uma comuna francesa na região administrativa da Nova Aquitânia, no departamento de Corrèze. Estende-se por uma área de 24,5 km². Em 2010 a comuna tinha 175 habitantes (densidade: 7,1 hab./km²).